# Lévyjeva porazdelitev
Lévyjeva porazdelitev je družina zveznih verjetnostnih porazdelitev. 
Lévijeva porazdelitev je poseben primer splošne porazdelitve, ki se imenuje Lévijeva alfa stabilna porazdelitev (glej stabilna porazdelitev).
Imenuje se po francoskem matematiku Paulu Pierru Lévyju (1886 – 1971).

## Uporaba
Lévyjeva porazdelitev se opaža na naslednjih področjih :
- Poti sadnih mušic pri iskanju hrane (glej tudi Lévyjev let)
- Porazdelitev časov, ki so potrebni, da delec doseže določeno točko (različno od začetne) pri Brownovem gibanju.
- Dolžine poti, ki jih naredijo fotoni pri gibanju skozi motno sredstvo
- Lévyjeva porazdelitev se uporablja v finančnem modeliranju

## Lastnosti

### Funkcija gostote verjetnosti
Funkcija gostote verjetnosti za porazdelitev je 
{\displaystyle f(x;c)={\sqrt {\frac {c}{2\pi }}}~~{\frac {e^{-c/2x}}{x^{3/2}}}}

### Zbirna funkcija verjetnosti
Zbirna funkcija verjetnosti je enaka 
{\displaystyle F(x;c)={\textrm {erfc}}\left({\sqrt {c/2x}}\right)}
kjer je 
- {\displaystyle erfc(z)\!} komplementarna funkcija napake.

### Pričakovana vrednost
Pričakovana vrednost je neskončna.

### Varianca
Varianca je neskončna.

### Funkcija generiranja momentov
Funkcija generiranja momentov ni določena.

### Karakteristična funkcija
Karakteristična funkcija je
{\displaystyle e^{-{\sqrt {-2ict}}}}.

## Dvoparametrična Lévyjeva porazdelitev (premaknjena)
Opisana Lévyjeva porazdelitev ima samo en parameter. To vrsto porazdelitve lahko uporabljamo tudi kot dvoparametrično, če uporabimo parameter lokacije {\displaystyle \mu \!}, ki premakne porazdelitev. V tem primeru v porazdelitvi vse vrednosti {\displaystyle x\!} zamenjamo z {\displaystyle x-\mu \!}. To povzroči, da se slika porazdelitve samo premakne v desno za {\displaystyle \mu \!}.

## Povezave z drugimi porazdelitvami
- Povezava s stabilno porazdelitvijo: Če je {\displaystyle X\sim {\textrm {Levy}}(c)\!} potem ima slučajna spremenljivka {\displaystyle X\!} stabilno porazdelitev {\displaystyle X\sim {\textrm {Stable}}(1/2,1,c,0)\,}
- Povezava z obratno gama porazdelitvijo: če je {\displaystyle X\sim {\textrm {Levy}}(c)\!} potem ima slučajna spremenljivka {\displaystyle X\!} obratno gama porazdelitev {\displaystyle X\sim {\textrm {Inv-Gamma}}(1/2,c/2)\!}.